# Krýlovskaya
Krylovskaya (del ruso: Крыловская) es una stanitsa, centro administrativo del raión de Krylovskaya del krai de Krasnodar de Rusia. Está situada en la confluencia del río Yeya y su afluente el Vesiolaya, 160 km al nordeste de Krasnodar, la capital del krai. Tenía 13 621 habitantes en 2010
Es cabeza del municipio Krylovskoye, la que asimismo pertenecen Yeya y Kazachi.

## Historia
La localidad, de fundación cosaca (1794), fue rebautizada en 1961 con el nombre actual. Hasta ese año era conocida como Yekaterínovskaya.

## Demografía
| 2002   | 2010   |
| ------ | ------ |
| 14 419 | 13 621 |

### Composición étnica
De los 14 419 habitantes que tenía en 2002, el 93 % era de etnia rusa, el 2.3 % era de etnia armenia, el 2.1 % era de etnia ucraniana, el 0.6 % era de etnia bielorrusa, el 0.3 % era de etnia alemana, el 0.2 % era de etnia azerí, el 0.2 % era de etnia tártara, el 0.2 % era de etnia georgiana, el 0.1 % era de etnia adigué, el 0.1 % era de etnia gitana, el 0.1 % era de etnia griega

## Economía y transporte
La localidad es centro de una región marcadamente agrícola. Cuenta con una fábrica de la empresa Velomotors.
La estación de ferrocarril más cercana es Oktiabrskaya, en la línea entre Tijoretsk y Bataisk, 12 km al sudoeste de la stanitsa.